# 大汉义军
大汉义军，是大日本帝国在察哈尔省建立的一支军隊，其主要成员均为各地的散兵和土匪。该部队于1936年成军，并由王英率领，由关东军直接指挥。其第一次、也是唯一一次作战是在当年11月作为日方部队参加了红格尔图战役和锡拉木楞庙战役。12月18日，该部队被晋绥军在锡拉木楞庙彻底击溃，除向傅作义部投诚的部队之外，余部在张北被日军缴械。

## 背景
百灵庙暴动后，德王失去了自己的部队，于是转而前去拉拢绥远大地主王英和察东的李守信，准备在日本关东军支持下重新筹组军队。

## 组建
1936年3月，关东军总部指示商都特务机关长田中隆吉，依托李守信的蒙军，秘密组织“大汉义军总司令部”并招纳原绥西民团头目王英出任总司令。此时王英受日本人之命私下以每月二两烟土的丰厚津贴为诱饵，很快拼凑了5000人的队伍，号称“西北蒙汉防共自治军”。在百灵庙暴动之后，该部队驻守在察哈尔省北部地区。
1936年7月29日,王英命令西北防共自治军司令王道一、雷中田分两路进攻红格尔图和土牧尔台。1936年8月2日至4日西北蒙汉防共自治军司令王道一部从商都出发攻打红格尔图。红格尔图的守军只有两个连，担任外围支援的中共党员纪松龄协助指挥的蒙古骑兵队的兵力也有限。王道一部发动几次进攻均未攻下村庄。8月4日下午，傅作义赴集宁，命彭毓斌部增援，反击向红格尔图、土牧尔台进犯的西北蒙汉防共自治军王道一部2000余人，歼灭过半。王道一逃回商都大本营，被日军枪毙。
自1936年8月下旬以来，西北防共自治军得到了日军的接济，以商都为根据地积极扩军，一面招收散匪，搜罗苏美龙、常子义、石玉山、曹凯、夏三子等土匪，一面纠集原孙殿英旧部雷中田、金宪章等股散兵，又收编王道一余部赵奎阁、王子修等，并以张万庆为其副司令。
1936年10月5日 王英将西北蒙汉防共自治军改称大汉义军，自任总司令，在商都集结部队，准备进犯绥东。 至10月下旬，已编有骑兵两旅，其来源全都是土匪；又编有步兵两旅，大都为孙殿英等原属下。
1936年11月3日，蒙古军副总司令李守信、大汉义军总司令王英赴天津，接受日军的侵绥指令。同月中旬，德王、李守信所属的蒙军一万余人和王英的大汉义军，在察绥边境和绥北集结。此时的大汉义军共分四个旅，总人数达六千以上。
李守信回忆说：“大汉义军是临时从二十九军刘汝明师借来的散兵，还有各地土匪杆子的队伍，这些愿意被“借”的人，都是想从日本人那里拐抢骗钱，实际上这是王英送给傅作义的礼物。”
- 副司令雷中田，1933年任察哈尔民众抗日同盟军军事委员会委员兼骑兵第一挺进军司令。
- 大汉义军骑兵第1旅：旅长石玉山。锡拉木楞庙战役后1936年12月8日反正，编为新骑4师，师长石玉山，参谋长王宪章。
- 大汉义军骑兵第2旅：旅长杨守钰（杨守诚）。
- 大汉义军步兵第1旅：旅长安荣昌（即安华亭）。1936年12月18日在南壕堑率2个团反正。后改编为新5旅、暂10师：师长安荣昌/梁立柱/王赞臣。
- 大汉义军步兵第2旅：旅长金宪章（金甲三）。锡拉木楞庙战役后反正。
- 王子修团：1936年12月18日在南壕堑反正。改编为新6旅、暂11师：师长王子修（后为杨维垣、刘景新），参谋长王金铭（新堂）。

- 锡拉木楞庙战役后，大汉义军只剩下了2000多人。在伪军旅长张万庆的带领下大部分向傅作义投降。
- 张复棠部
- 吕存义部：1936年12月19日，伪军吕存义部保安队闻安荣昌、王子修反正，也率部投诚。
- 骑兵支队：胡宝山
- 游击大队：于志谦
- 葛子原部
- 赵奎阁部

## 覆灭

### 红格尔图战役
大汉义军于11月13日发出了向包头进攻命令，一路是张复棠部，于15日前从南壕堑出发，向兴和方面进犯。另一路为主力，由步兵第二旅，骑兵第一、二旅及骑兵支队初直属队组成，于14日从商部出发，企图经红格尔图、上城子、乌兰花、固阳，向包头方面进占。
14日上午，大汉义军主力从商都向红格尔图方向推进。当夜12时，其先头部队进至距红格尔图4里的阳坡村，与绥军派出的前哨骑兵接触。15日，王英部1500余人开始向红格尔图猛攻。绥军驻军骑兵第六团两个连和步兵第四三六团一个连及当地民兵百余人对其发起阻击。大汉义军方面以飞机四架、山炮六门向东、北两面围墙猛轰，掩护步骑兵，分由东北南三面，向里进攻。绥军据工事、堡垒抗击。战斗持续了两个小时，大汉义军方面死伤六七十人后被击退。午后，大汉义军攻势大减。绥军将领彭毓斌在集宁获悉战讯，立即下令驻扎在高家地的绥军骑兵第六团，趁夜增援红格尔图。当夜12点，骑六团团长张培勋率该团两个连及机枪一排，由高家地赶来增援，从西门进入红格尔图。16日凌晨，田中隆吉、王英指挥两个骑兵旅，一个步兵旅向红镇猛扑，先后冲锋七次之多。16、17日两天，大汉义军多次发动猛攻，但均未得手。
11月16日上午，傅作义与赵承缓发出作战命令，要求歼灭围攻红格尔图的大汉义军，并限于17日夜间发起袭击。同时，调驻守丰镇的六十八师四〇一团赶往大六号协同作战。17日拂晓，进击部队步、骑、炮兵三隐蔽集结于八苏木附近，距大汉义军的集结地只有二三十公里。当天上午九时，彭毓斌发布进攻命令，要求部队以奇袭的方式，在天亮之前发起攻击，全歼围城的日伪军。
这时的大汉义军在前线的约有三、四千人，除以一部围攻红格尔图，其余的分布于土城子、打拉村、台道湾等处。17日晚上11时，指挥作战的绥军将领董其武下达作战命令，命令部队一部前往鱿城子、打拉村、二台子、七股地一带围剿当地的大汉义军，另一部前往阻截援军和溃逃下来的大汉义军。
12时，董其武部展开行动。18日凌晨1时30分，各部队疾进至不浪山腰，旋发起全线进攻。四二二团先在土城子以南与大汉义军发生激战，随即攻占了阳坡村。绥军骑兵大占三股地后，冲至打拉村。第四三六团先后攻占了头股地、小上城子。战至上午7时，土城子以北东西山腰也被绥军占领。围攻红格尔图的大汉义军部队开始向北撤退，8时30分，绥军骑一师师部胜利进入红格尔图。在这场战斗中，大汉义军死亡500余人，副司令马子玉和匪首赵逸民等60多人被俘，加上红格尔图前三天的战斗，大汉义军在这场战斗中被击毙1000余人（另说1700余人）。
《中央日报》1936年12月29日报道：“正黄旗达密凌苏龙部及赵承绶部队予匪以最深痛之创伤。”

### 百灵庙战役
百灵庙被绥军收复后，田中隆吉命令“大汉义军”副司令雷中田率领金宪章、石玉山，葛子原、赵奎阁等部向锡拉木楞庙集结后，向百灵庙反扑。11月28日，日军用100余辆汽车将陆续运兵3000余名大汉义军士兵运至锡拉木楞庙。这时，伪军石玉山、金宪章与傅作义方面建立了秘密联系，准备待机反正，因而这两部伪军到达锡拉木楞庙后，即借故未加人反攻行列。雷中田即率葛子厚、赵奎阁等两部伪军1000余人，冒死反攻百灵庙。同时，王英直接指挥的伪军骑兵2000余人，为牵制绥军向百灵庙增援，也在29日和30日从商都以北绕过土木尔台，经草地窜到陶林西北民地边、黑山子一带。12月2日晚，敌以装甲车十辆为前导，以汽车载兵千余人从大庙出发，次日凌晨六时窜到百灵庙附近。敌军经过飞机侦察，得知守庙部队不足两个团，防守重点在东北面，而疏于西南，乃决定先从西南方猛攻。但绥军已于12月1日，在日军方面不知情的情况下进驻了一个旅，并且从外围调来了三个团，对大汉义军发起截击。
12月3日，日军驱使大汉义军五千多人，并调飞机十架、坦克多辆，由日本军官分任各级指挥，大举进攻百灵庙。绥军发起反击，首批发起进攻的伪军300余人当场被击毙40多名，另外一侧的600余名伪军在遭到反击后向南逃窜。此后大汉义军被引诱至绥军布置的袋装阵地，绥军随即发起伏击，上百名大漢義軍被击毙，230余人被俘。当天下午1时，大汉义军七八百名士兵向百灵庙东侧发动进攻，并再次被绥军击退。此后大汉义军的多次冲锋全部被击退，下午7时，驻守绥军发起反击，大汉义军的残余部队被赶出六十多里。此役大汉义军死伤五百余名，并有二百余名被俘。“自告奋勇”前来反攻百灵庙的大汉义军副司令雷中田被当场击毙。该伪军的其余部队在溃败后，逃回大庙集结。
大汉义军中的第一旅（即金宪章旅），原是河南西部的一支土匪队伍，随王英到达百灵庙后，在金宪章的率领下击毙日军小斌大佐等三十余人后率部三千余人投靠傅作义（一说五千余人），后被阎锡山收编为晋绥军陆军新编第二师（简称新二师），金宪章升任师长。此外，石玉山旅也杀掉了自己部队当中的日军顾问，率部投靠了傅作义。

### 锡拉木楞庙战役
12月9日上午，李思温团进占锡拉木楞庙。日方战局急转直下，大汉义军张万庆所部旅长安华亭率两个团，团长王子修率一个团，共二千三百余人，不待赴归绥联系投诚的代表返回，即于12月18日晨开往南壕堑以南，与绥军取得联系，宣布反正。南壕堑是绥东南部伪军的根据地，张万庆部主力反正，“至是南壕堑一带已无一匪军”。19日，伪军吕存义部闻安、王反正，即自动向兴和移动，尾随安、王两部向晉軍投诚。王英带着残余杨守程、常子义部逃回张北，被日军全部缴械。至此，“大汉义军”遭到彻底的覆灭。